# Desa Sukakarsa (administrativ by i Indonesien, lat -6,13, long 107,20)
Desa Sukakarsa är en administrativ by i Indonesien.   Den ligger i provinsen Jawa Barat, i den västra delen av landet, 40 km öster om huvudstaden Jakarta.